# Anthony Vanden Borre
Anthony Vanden Borre (Likasi, 24 oktober 1987) is een Belgisch voormalig profvoetballer die doorgaans als rechtshalf of rechtsachter speelde.

## Biografie

### Jeugd
Vanden Borres vader Emile verhuisde op 23-jarige leeftijd naar Congo, waar hij zijn latere echtgenote, de toekomstige moeder van Anthony, leerde kennen. Anthony werd geboren in Likasi, maar groeide op in België. Op 8-jarige leeftijd sloot hij zich aan bij de jeugd van RSC Anderlecht.

### RSC Anderlecht
In oktober 2003, enkele maanden nadat zijn vriend Kompany de overstap naar het eerste elftal had gemaakt, belandde ook Vanden Borre bij de A-kern. De toen 16-jarige rechtsachter mocht op 13 maart 2004 aan de zijde van Kompany starten bij RSC Anderlecht in de competitiewedstrijd tegen Sporting Charleroi. Het was toenmalig coach Hugo Broos die hem zijn eerste speelkans gunde. Vanaf dan ging Vanden Borre regelmatig de concurrentie aan met ploeggenoot Michał Żewłakow.
Vanden Borre, die aanvankelijk als rechtsachter werd ingeschakeld, werd soms ook centraal in de verdediging of als rechtermiddenvelder gebruikt. Zo speelde hij bij zijn debuut in de UEFA Champions League tegen Valencia als verdedigende middenvelder aan de zijde van Besnik Hasi. Hoewel hij in zijn eerste seizoenen hoge ogen gooide, kwam er ook al snel kritiek op zijn inzet en discipline. Vanden Borre kende onder trainer Frank Vercauteren een terugval. In januari 2007 trok paars-wit de Poolse rechtsachter Marcin Wasilewski aan, een half jaar later mocht Vanden Borre vertrekken.

### Fiorentina
Voor een bedrag van 3,8 miljoen euro verhuisde Vanden Borre naar Fiorentina. De aanvallend ingestelde rechtsachter maakte in oktober 2007 tegen Juventus zijn debuut in de Italiaanse Serie A. Hij mocht toen van coach Cesare Prandelli invallen voor rechtsbuiten Franco Semioli. Het duel eindigde op 1-1. Meer dan een maand later speelde hij tegen Reggina zijn tweede en laatste competitiewedstrijd voor Fiorentina.

### Genoa
Tijdens de winterstop van het seizoen 2007/08 werd hij betrokken bij comproprietá. Fiorentina verkocht de helft van zijn transferrechten aan Genoa, dat hem in januari 2008 ook overnam van Fiorentina. Na het seizoen verkocht Fiorentina ook de rest van de transferrechten en werd Vanden Borre officieel eigendom van Genoa.
In het team van trainer Gian Piero Gasperini kreeg Vanden Borre meer speelkansen. Hij mocht regelmatig invallen en Genoa werd uiteindelijk vijfde met even veel punten als Fiorentina. Genoa plaatste zich zo voor de UEFA Europa League.

### Portsmouth
In het seizoen 2009/10 leende Genoa hem voor een jaar uit aan Portsmouth FC. Bij de Engelse club werd hij een ploegmaat van onder meer Papa Bouba Diop, Kevin-Prince Boateng en oud-ploeggenoot Aruna Dindane. De club verkeerde in financiële moeilijkheden en speelde een slecht seizoen. Portsmouth belandde op de tweede speeldag op de laatste plaats en raakte die positie niet meer kwijt. Vanden Borre zelf speelde regelmatig. In totaal kwam hij 19 competitiewedstrijden in actie voor The Blue Army. Op de 33ste speeldag werd hij tegen Blackburn Rovers na een uur uitgesloten. Met Portsmouth stond hij (als bankzitter) op 15 mei 2010 in de finale van de strijd om de FA Cup. Daarin verloor de ploeg van trainer-coach Avram Grant met 1-0 van Chelsea door een treffer in de 59ste minuut van Didier Drogba.

### KRC Genk
In de zomer van 2010 keerde Vanden Borre terug naar Italië, waar hij van Genoa te horen kreeg dat hij niet meer hoefde te rekenen op speelkansen. De verdediger verbrak zijn contract en ging op zoek naar een nieuwe werkgever. Er waren contacten met onder meer Hapoel Tel Aviv en Standard Luik, maar uiteindelijk koos hij voor KRC Genk, waar hij Frank Vercauteren terugvond. Genoa ging echter niet akkoord met de overstap en beweerde dat de speler nog onder contract lag. Omdat de transfer niet voor het einde van de transferperiode werd afgerond, mocht Vanden Borre pas na de winterstop in actie komen voor Genk.
De Congolees-Belgische voetballer debuteerde op 22 januari 2011 voor Genk. Hij mocht tegen KV Kortrijk invallen voor Kevin De Bruyne. Vanden Borre kwam in play-off I bijna elk duel in actie en speelde zo een belangrijke rol in het behalen van de landstitel. Genk sloot het seizoen af als kampioen na een 1-1 gelijkspel tegen Standard. In dat duel werd Vanden Borre na iets meer dan een uur vervangen door Thomas Buffel.
Een jaar later nam Vanden Borre met Genk deel aan de Champions League. Hij verscheen in de groepsfase vier keer aan de aftrap. Ook in de competitie speelde hij vaak, hoewel hij door trainer Mario Been meer dan eens disciplinair gestraft werd. Op de 20e speeldag nam Genk het op tegen Zulte Waregem. Vanden Borre, die al snel een gele kaart incasseerde, werd na 78 minuten gewisseld. Niet tevreden met zijn vervanging wandelde hij het veld af, negeerde Been en gaf Habib Habibou, een speler van de tegenpartij, een high five. Vanden Borre mocht nadien een tijdje individueel trainen van de Nederlandse coach. Na het seizoen werd besloten om het contract van Vanden Borre niet te verlengen.

### Terug naar RSC Anderlecht
Vanden Borre was werkloos en hoewel hij opnieuw contacten had met verscheidene clubs kwam hij in de rest van 2012 niet meer aan spelen toe. In januari 2013 keerde de gewezen jeugdspeler van Anderlecht terug naar het Astridpark. Vanden Borre kreeg van manager Herman Van Holsbeeck een tweede kans. De club gaf hem geen contract, maar een aansluitingskaart en bracht hem onder bij het beloftenelftal. Na een paar dagen werd hij al opgenomen in de A-kern en op 14 februari vroeg RSC Anderlecht een licentie aan voor Vanden Borre. Op 16 maart 2013, de laatste speeldag van de reguliere competitie, maakte hij zijn wederoptreden voor Anderlecht. Hij mocht tegen AA Gent na 80 minuten invallen voor Ronald Vargas. Op 20 juni 2013 verlengde RSC Anderlecht zijn contract tot 2015. Zijn hoogtepunt beleefde hij tijdens een wedstrijd in de Champions League tegen Arsenal. Hij maakte twee doelpunten en hielp Anderlecht daarmee aan een punt. In het seizoen 2016/17 werd Vanden Borre uitgeleend aan de Franse eersteklasser Montpellier HSC waarvoor hij 10 keer in actie kwam.

### TP Mazembe
Anderlecht en Vanden Borre ontbonden eind februari 2017 in onderling overleg zijn contract, waarop hij zei te stoppen met profvoetbal. Hij kondigde op 2 maart 2017 vervolgens zijn comeback aan met de mededeling dat hij voor de Congolese club TP Mazembe ging voetballen. Enkele maanden later verliet hij de club echter, dit aangezien Vanden Borre aangaf geen speelkansen te krijgen bij de club en bovendien niet aanvaard en zelfs gepest werd door zijn teamgenoten. In april 2018 trainde hij even mee bij Cercle Brugge waar zijn voormalige trainer van bij Anderlecht en Genk, Frank Vercauteren, nu actief was als trainer. Tot het een contract kwam het echter niet.

### Laatste terugkeer bij Anderlecht
Na meer dan een jaar niks meer van Vanden Borre vernomen te hebben raakt in september 2019 bekend dat hij mocht meetrainen met de U21 van RSC Anderlecht. Boezemvriend Vincent Kompany was ondertussen teruggekeerd naar de club en was er tevens benoemd tot speler-trainer. Anderlecht zelf gaf aan dat het zijn gewezen rechtsachter opnieuw de hand reikt om in alle rust aan een terugkeer als profvoetballer te werken. Na nieuwjaar kreeg Vanden Borre een minimumcontract voorgeschoteld waardoor hij officieel aangesloten was bij de club. Tot een optreden in een officiële wedstrijd kwam het niet. In de voorbereiding van het seizoen 2020/21 mocht Vanden Borre plaatsnemen op de teamfoto van het eerste elftal en kreeg hij het rugnummer 18 toegewezen. In januari 2021 verscheen Vanden Borre plots niet meer op training bij Anderlecht, zijn rugnummer 18 werd ook weggegeven aan de nieuwste aanwinst Majeed Ashimeru. Op 29 januari 2021 maakte Vanden Borre uiteindelijk zelf bekend dat zijn verhaal bij Anderlecht afliep. De club zag naar eigen zeggen wel wat in Vanden Borre als jeugdtrainer, hijzelf gaf echter aan hier nooit een aanbieding voor te hebben gekregen. Vanden Borre zou zich vanaf dit moment gaan focussen op een voetbalacademie die hij zal opstarten in Dubai.

## Clubstatistieken
| Seizoen | Club           | Competitie      | Competitie | Competitie | Beker | Beker | Supercup | Supercup | Europees | Europees | Totaal | Totaal |
| Seizoen | Club           | Competitie      | Wed.       | Dlp.       | Wed.  | Dlp.  | Wed.     | Dlp.     | Wed.     | Dlp.     | Wed.   | Dlp.   |
| ------- | -------------- | --------------- | ---------- | ---------- | ----- | ----- | -------- | -------- | -------- | -------- | ------ | ------ |
| 2003/04 | RSC Anderlecht | Eerste klasse   | 8          | 0          | 2     | 0     | —        | —        | 0        | 0        | 10     | 0      |
| 2004/05 | RSC Anderlecht | Eerste klasse   | 19         | 0          | 0     | 0     | 1        | 0        | 6        | 0        | 26     | 0      |
| 2005/06 | RSC Anderlecht | Eerste klasse   | 22         | 3          | 0     | 0     | —        | —        | 8        | 0        | 30     | 3      |
| 2006/07 | RSC Anderlecht | Eerste klasse   | 20         | 0          | 3     | 0     | 0        | 0        | 6        | 1        | 29     | 1      |
| 2007/08 | Fiorentina     | Serie A         | 2          | 0          | 1     | 0     | —        | —        | 2        | 0        | 5      | 0      |
| 2007/08 | Genoa          | Serie A         | 13         | 0          | 0     | 0     | —        | —        | —        | —        | 13     | 0      |
| 2008/09 | Genoa          | Serie A         | 25         | 0          | 2     | 0     | —        | —        | —        | —        | 27     | 0      |
| 2009/10 | → Portsmouth   | Premier League  | 19         | 0          | 2     | 0     | —        | —        | —        | —        | 21     | 0      |
| 2010/11 | KRC Genk       | Eerste klasse   | 16         | 0          | 0     | 0     | —        | —        | —        | —        | 16     | 0      |
| 2011/12 | KRC Genk       | Eerste klasse   | 26         | 1          | 1     | 0     | 1        | 0        | 7        | 0        | 35     | 1      |
| 2012/13 | RSC Anderlecht | Eerste klasse   | 1          | 0          | 0     | 0     | 0        | 0        | 0        | 0        | 1      | 0      |
| 2013/14 | RSC Anderlecht | Eerste klasse   | 27         | 0          | 1     | 0     | 0        | 0        | 3        | 0        | 31     | 0      |
| 2014/15 | RSC Anderlecht | Eerste klasse   | 20         | 1          | 3     | 1     | 0        | 0        | 6        | 2        | 29     | 4      |
| 2015/16 | RSC Anderlecht | Eerste klasse   | 2          | 0          | 0     | 0     | —        | —        | 0        | 0        | 2      | 0      |
| 2016/17 | → Montpellier  | Ligue 1         | 10         | 0          | 0     | 0     | 0        | 0        | 0        | 0        | 10     | 0      |
| 2016/17 | TP Mazembe     | Linafoot        | 1          | 0          | 0     | 0     | 0        | 0        | 0        | 0        | 1      | 0      |
| 2019/20 | RSC Anderlecht | Eerste klasse A | 0          | 0          | 0     | 0     | 0        | 0        | 0        | 0        | 0      | 0      |
| 2020/21 | RSC Anderlecht | Eerste klasse A | 0          | 0          | 0     | 0     | 0        | 0        | 0        | 0        | 0      | 0      |
| Totaal  | Totaal         | Totaal          | 231        | 5          | 15    | 1     | 2        | 0        | 38       | 3        | 286    | 9      |

## Interlandcarrière
Na vijf wedstrijden in de eerste klasse werd Vanden Borre opgeroepen voor de Rode Duivels. Hij debuteerde op 28 april 2004 in een vriendschappelijke interland tegen Turkije. De destijds 16-jarige verdediger mocht in de 90e minuut invallen. Hierdoor werd hij de op een na jongste speler in de geschiedenis van de nationale ploeg. Enkel Fernand Nisot was bij zijn debuut in 1911 jonger.
Vanden Borres eerste optreden in een niet-vriendschappelijke wedstrijd van de nationale ploeg kwam er op 4 juni 2005, tijdens de wedstrijd in en tegen Servië en Montenegro. Dit was ook de eerste maal dat hij aan de aftrap stond. Sindsdien speelde Vanden Borre meer dan 20 keer voor de nationale ploeg. Ook werd hij door bondscoach Marc Wilmots geselecteerd om mee te gaan naar het wereldkampioenschap voetbal 2014 in Brazilië. Hij trad voor de eerste keer effectief aan tijdens de match tegen Zuid-Korea, maar raakte op het einde van de wedstrijd geblesseerd aan het kuitbeen.
| Interlands van Anthony Vanden Borre | Interlands van Anthony Vanden Borre | Interlands van Anthony Vanden Borre | Interlands van Anthony Vanden Borre | Interlands van Anthony Vanden Borre            | Interlands van Anthony Vanden Borre |
| №                                   | Datum                               | Wedstrijd                           | Uitslag                             | Soort wedstrijd                                | Goals                               |
| Als speler bij RSC Anderlecht       | Als speler bij RSC Anderlecht       | Als speler bij RSC Anderlecht       | Als speler bij RSC Anderlecht       | Als speler bij RSC Anderlecht                  | Als speler bij RSC Anderlecht       |
| ----------------------------------- | ----------------------------------- | ----------------------------------- | ----------------------------------- | ---------------------------------------------- | ----------------------------------- |
| 1.                                  | 28 april 2004                       | België – Turkije                    | 2 – 3                               | Vriendschappelijk                              | -                                   |
| 2.                                  | 4 juni 2005                         | Servië en Montenegro – België       | 0 – 0                               | Kwalificatie WK 2006                           | -                                   |
| 3.                                  | 17 augustus 2005                    | België – Griekenland                | 2 – 0                               | Vriendschappelijk                              | -                                   |
| 4.                                  | 3 september 2005                    | Bosnië en Herzegovina – België      | 1 – 0                               | Kwalificatie WK 2006                           | -                                   |
| 5.                                  | 7 september 2005                    | België – San Marino                 | 8 – 0                               | Kwalificatie WK 2006                           | -                                   |
| 6.                                  | 8 oktober 2005                      | België – Spanje                     | 0 – 2                               | Kwalificatie WK 2006                           | -                                   |
| 7.                                  | 12 oktober 2005                     | Litouwen – België                   | 1 – 1                               | Kwalificatie WK 2006                           | -                                   |
| 8.                                  | 1 maart 2006                        | Luxemburg – België                  | 0 – 2                               | Vriendschappelijk                              | -                                   |
| 9.                                  | 11 mei 2006                         | Saoedi-Arabië – België              | 1 – 2                               | Vriendschappelijk                              | 55'                                 |
| 10.                                 | 20 mei 2006                         | Slowakije – Oostenrijk              | 1 – 1                               | Vriendschappelijk                              | -                                   |
| 11.                                 | 24 mei 2006                         | België – Turkije                    | 3 – 3                               | Vriendschappelijk                              | -                                   |
| 12.                                 | 16 augustus 2006                    | België - Kazachstan                 | 0 – 0                               | Kwalificatie EK 2008                           | -                                   |
| 13.                                 | 6 september 2006                    | Armenië – België                    | 0 – 1                               | Kwalificatie EK 2008                           | -                                   |
| 14.                                 | 11 oktober 2006                     | België – Azerbeidzjan               | 3 – 0                               | Kwalificatie EK 2008                           | -                                   |
| 15.                                 | 15 november 2006                    | België – Polen                      | 0 – 1                               | Kwalificatie EK 2008                           | -                                   |
| 16.                                 | 7 februari 2007                     | België – Tsjechië                   | 0 – 2                               | Vriendschappelijk                              | -                                   |
| Als speler bij ACF Fiorentina       |                                     |                                     |                                     |                                                |                                     |
| 17.                                 | 22 augustus 2007                    | België – Servië                     | 3 – 2                               | Kwalificatie EK 2008                           | -                                   |
| Als speler bij Genoa CFC            |                                     |                                     |                                     |                                                |                                     |
| 18.                                 | 15 oktober 2008                     | België – Spanje                     | 1 – 2                               | Kwalificatie WK 2010                           | -                                   |
| 19.                                 | 19 november 2008                    | Luxemburg – België                  | 1 – 1                               | 100-jarig bestaan Luxemburgse voetbalfederatie | -                                   |
| 20.                                 | 11 februari 2009                    | België – Slovenië                   | 2 – 0                               | Vriendschappelijk                              | -                                   |
| 21.                                 | 12 augustus 2009                    | Tsjechië – België                   | 3 – 1                               | Vriendschappelijk                              | -                                   |
| Als speler bij Portsmouth FC        |                                     |                                     |                                     |                                                |                                     |
| 22.                                 | 5 september 2009                    | Spanje – België                     | 5 – 0                               | Kwalificatie WK 2010                           | -                                   |
| Als speler bij KRC Genk             |                                     |                                     |                                     |                                                |                                     |
| 23.                                 | 11 november 2011                    | België – Roemenië                   | 2 – 1                               | Vriendschappelijk                              | -                                   |
| Als speler bij RSC Anderlecht       |                                     |                                     |                                     |                                                |                                     |
| 24.                                 | 5 maart 2014                        | België – Ivoorkust                  | 2 – 2                               | Vriendschappelijk                              | -                                   |
| 25.                                 | 26 mei 2014                         | België – Luxemburg                  | 5 – 1                               | Vriendschappelijk                              | -                                   |
| 26.                                 | 7 juni 2014                         | België – Tunesië                    | 1 – 0                               | Vriendschappelijk                              | -                                   |
| 27.                                 | 26 juni 2014                        | Zuid-Korea – België                 | 0 – 1                               | WK 2014                                        | -                                   |
| 28.                                 | 12 november 2014                    | België – IJsland                    | 3 – 1                               | Vriendschappelijk                              | -                                   |
| 29.                                 | 16 november 2014                    | België – Wales                      | 0 – 0                               | Kwalificatie EK 2016                           | -                                   |
| Totaal                              | Totaal                              | Totaal                              | Totaal                              | Totaal                                         | 1                                   |

Bijgewerkt t.e.m. 8 oktober 2017

## Erelijst
| Competitie           |                |                                             |                |                |
| Competitie           | Aantal         | Jaren                                       |                |                |
| RSC Anderlecht       | RSC Anderlecht | RSC Anderlecht                              | RSC Anderlecht | RSC Anderlecht |
| -------------------- | -------------- | ------------------------------------------- | -------------- | -------------- |
| Landskampioen België | 5x             | 2003/04, 2005/06, 2006/07, 2012/13, 2013/14 |                |                |
| KRC Genk             |                |                                             |                |                |
| Landskampioen België | 1x             | 2010/11                                     |                |                |
| Belgische Supercup   | 1x             | 2011                                        |                |                |

## Trivia
- Vanden Borre was op 6 december 2006 de toenmalige jongste Belgische doelpuntenmaker ooit in de Champions League (te rekenen vanaf de groepsfase). Hij was 19 jaar en 43 dagen oud toen hij tegen AEK Athene scoorde.[6]